# Výbor stálých zástupců
COREPER, z francouzského Comité des représentants permanents, anglicky Committee of Permanent Representatives, česky Výbor stálých zástupců Evropské unie je tvořený velvyslanci členských zemí při Evropské unii v Bruselu nebo jejich zástupci.
Rolí COREPERu je připravovat agendu pro zasedání Rady ministrů Evropské unie; může také činit procedurální rozhodnutí. Dohlíží na a koordinuje práci přibližně 250 výborů a pracovních skupin, tvořených úředníky z členských států, kteří pracují na technické úrovni na věcech, které bude později diskutovat COREPER a Rada.
COREPERu předsedá Předsednictví Rady Evropské unie.

## Vznik a vývoj COREPER
Výbor stálých zástupců vznikl kvůli nutnosti podpory komplexního jednání Speciální rady ministrů, kterou tvořili zástupci členských zemí Evropského společenství uhlí a oceli (ESUO). O potřebě pomocného orgánu se jednalo již na prvním jednání této Rady v září 1952 a 7. února 1953 zřídila Rada ministrů Koordinační výbor (COCOR), jehož hlavní agendou byla příprava jednání Rady. Právně byl pak COCOR zakotven v Římských smlouvách v článku 151. COCOR se poprvé setkal 5. března 1953 a nadále pořádal jednání jednou za měsíc v Lucemburku. COCOR lze považovat za předchůdce COREPER, ovšem členové koordinačního výboru nesídlili na jednom místě, nýbrž na zasedání přijížděli ze svých zemí. Postupně začala vyvstávat myšlenka zřízení výboru stálých zástupců, kteří by se plně věnovali přípravě jednání na jednom místě.
Vznik stálého výboru se zakládal na návrhu takzvaného Spaakova výboru, který byl ustaven k projednání budoucích postupů další evropské integrace. Spaakův výbor byl mezivládní výbor zřízený ministry zahraničí z členských zemí ESUO na základě dohod na konferenci v Messine v červenci 1955. V dubnu 1956 byla jeho činnost završena vydáním Spaakovy zprávy, z níž vycházely Římské smlouvy, v kterých však ještě nebyl COROPER zakotven. Spaakův výbor ovšem stálé zastoupení v pomocném orgánu Rady silně prosazoval a dokonce mnoho jeho členů se posléze stalo prvními stálými zástupci v COREPER, tudíž je možné vidět mezi Spaakovým výborem a COREPER návaznost. Nejprve byl zaveden v roce 1957 Přechodný výbor pro Společný obchod a Euratom a posléze Rada ministrů 26. ledna 1958 rozhodla o vytvoření Výboru stálých zástupců, který Přechodný výbor nahradil. Členové COREPER se stali zodpovědní za přípravu jednání Evropského hospodářského společenství (EHS) a Evropského společenství pro atomovou energii (ESAE). Po přijetí Smlouvy o zřízení společné Rady a společné Komise Evropských společenství v roce 1965 převzal COREPER i přípravu agendy celé sjednocené Rady v rámci Evropského společenství. V této smlouvě byl také COREPER poprvé oficiálně právně ukotven.
Rozšiřování kompetencí EHS vedlo k značnému zvyšování agendy Výboru stálých zástupců, které vedly ke strukturálním změnám v instituci. V roce 1962 se tak COREPER rozdělil na dvě části: COREPER I do kterého byli zařazeni zástupci velvyslanců, jejichž úkolem je připravovat agendu spíše technického rázu; a COREPER II, v rámci něhož se setkávali velvyslanci členských států, kteří se zabývají záležitostmi politického charakteru, jimž je přikládána větší důležitost. V roce 1974 role COREPER posílila díky komuniké vydanému na Summitu v Paříži, které vyzvalo členské státy Evropského společenství k tomu, aby stálé zástupce více zapojovaly do tvoření národních stanovisek týkajících se evropských záležitostí. Tímto se zvětšily zejména rozhodovací pravomoci stálých zástupců.
V roce 1975 byla ustavena skupina Antici, kterou tvoří asistenti ambasadorů připravující agendu pravidelných týdenních jednání velvyslanců z COREPER II. Paralelní skupina asistentů pro členy COREPER I byla zřízena v roce 1993 a nese název Mertens. Na Helsinském zasedání Rady EU v Helsinkách v prosinci 1999, jehož hlavním tématem bylo rozšiřování Evropské unie, Rada rozhodla, že COREPER zodpovídá za shromažďování veškerých přípravných materiálů pro Radu. V roce 2000 bylo do procedurálních pravidel Rady začleněno ustanovení, které říká, že COREPER musí kontrolovat dodržování principů a pravidel (jakými jsou například zásady subsidiarity a proporcionality) i v materiálech zhotovenými jinými přípravnými institucemi.

## Pojem, postavení a právní zakotvení COREPER
Jelikož je Rada (nebo také Rada ministrů) kolektivním orgánem složeným ze zástupců vlád členských států, je logické, že oni sami nebudou schopni všechen svůj čas věnovat jejímu fungování a její agendě. Jednání rady tak ze své podstaty probíhá nárazově a tudíž trhaně. Odtud plyne potřeba nějakým způsobem zajistit kontinuální fungování Rady, jakož i přípravu pro jednání jejích vrcholných představitelů. Právě tento úkol je základním smyslem existence Výboru stálých zástupců Rady EU (COREPER), který lze tímto považovat za určitý předstupeň Rady.
Bylo by nesprávné se domnívat, že COREPER je jediným výborem Rady. Je pouze zastřešující a nejvíce patrnou institucí v celé soustavě výborů a pracovních skupin při Radě. Mezi další výbory patří např. Zvláštní výbor pro zemědělství, Politický výbor pro SZBP, Výbor pro justici a vnitřní záležitosti, Výbor pro energetiku, Měnový výbor a mnohé další.
Formálně právně je existence COREPER zakotvena v čl. 16 odst. 7 Smlouvy o Evropské unii, který stanoví, že „Výbor stálých zástupců vlád členských států odpovídá za přípravu prací Rady.“ Druhou zmínku, jež zároveň znamená rozšíření a konkrétnější popis kompetencí COREPER můžeme najít v čl. 240 odst. 1 Smlouvy o fungování Evropské unie, který stanoví, že „Výbor složený ze stálých zástupců vlád členských států zodpovídá za přípravu prací Rady a za plnění úkolů, kterými jej Rada pověří. V případech stanovených v jednacím řádu Rady může přijímat procedurální rozhodnutí.“ Podrobnější právní úpravu COREPER pak lze dohledat přímo v jednacím řádu Rady.

## Složení COREPER
COREPER je složen ze zástupců jednotlivých členských států Evropské unie, kteří mají za úkol reprezentovat národní zájmy. Touto svou mezivládní podstatou se významně odlišuje od ostatních, zpravidla supranacionálně fungujících administrativních center EU. COREPER je tedy orgánem, skrze nějž mohou členské státy prosazovat své zájmy hned u počátku legislativního procesu evropského práva. Práce COREPER tedy spočívá v neustálém hledání konsensu jednak mezi členskými státy navzájem, jednak mezi Radou a dalšími institucemi a orgány Evropské unie.
Z politologického hlediska se zde však naskýtá otázka, zdali v každodenní praxi členové COREPER skutečně reprezentují výlučně národní zájmy svých mateřských států, či zdali je evropská politika tak říkajíc nevtáhne do sebe a nesocializuje natolik, že se nakonec začnou cítit jako součást nadnárodního celku a tedy obhajovat supranacionální zájmy. Jeffrey Lewis je toho názoru, že každodenní praxe spočívající v následování procesních pravidel a navykání si na „bruselskou kulturu rozhodování“ s primárním cílem hrát dobře svou roli a činit taková rozhodnutí, která budou většinově akceptovatelná či dokonce konsenzuální, nutně vede, co se zastávaných zájmů reprezentanta týče, k určitému posunu. S nejvyšší pravděpodobností pak reprezentant zůstává někde na půli cesty, kdy se zároveň snaží hájit národní zájmy a zároveň činit schůdná rozhodnutí. Zájmy národní a supranacionální se tedy v každodenní praxi COREPER promíchávají. Na druhou stranu však lze předložit výzkum provedený Frankem M. Hägem, v němž autor uvádí, že se mu nepodařilo prokázat žádné známky socializace reprezentantů v COREPER. Přesto však i tento autor podotýká, že vyvracení možnosti socializace rozhodně není ekvivalentní tvrzení, že reprezentanti obhajují na půdě COREPER výlučně národní zájmy. Říká to naopak jen tolik, že obhajují-li zájmy supranacionální či alespoň kompromisní, je to způsobeno jinými příčinami než jejich „bruselskou socializací“.

## Činnost a funkce COREPER
Jak již bylo uvedeno výše, funkce COREPER je právně vymezena čl. 16. odst. 7. Smlouvy o Evropské unii, čl. 240 odst. 1 Smlouvy o fungování Evropské unie a čl. 19 Jednacího řádu Rady EU. „Výbor stálých zástupců vlád členských států odpovídá za přípravu prací Rady“ a „za plnění úkolů, které mu Rada svěří“. Zaujímá tedy klíčovou pozici v rozhodovacím procesu EU, kde je místem pro dialog mezi stálými zástupci tlumočícími postoje a zájmy svých států a také zajišťuje kontrolu nad prací expertních skupin. V praktické rovině je hlavním úkolem COREPER předjednávat záležitosti pro ministerskou úroveň Rady a usilovat o dosažení konsensu v projednávaných otázkách, aby je následně Rada mohla často už jen formálně přijmout.
Základním předpokladem jeho korektní činnosti je dodržování:
- zásad legality (tj. zákonnosti neboli souladu s procesním právem Evropské unie), subsidiarity (tj. výpomoci neboli pravidla, podle něhož COREPER jedná výlučně o těch agendách, které nelze řešit na nižších úrovních), proporcionality (tj. poměřování zájmů jednotlivých států ve snaze dosáhnout svrchované rovnosti při jejich jednání) a odůvodňování aktů (tj. vysvětlení výsledků činnosti nutné pro její legitimizaci);
- pravidel týkajících se pravomocí orgánů, institucí a jiných subjektů Evropské unie (tj. hmotněprávních norem, jež konkretizují výše uvedené zásady);
- rozpočtových předpisů;
- procesních pravidel (tj. procesněprávních norem, jež konkretizují výše uvedené zásady), průhlednosti (tj. takového procesu, který je jednoduše sledovatelný a kontrolovatelný) a redakční kvality (tj. určitého formálního minima schvalovaných aktů jakož i způsobu jejich schvalování).[19]

COREPER má de facto zejména přípravný charakter bez rozhodovacích pravomocí, ale Smlouva o fungování EU mu umožňuje za určitých okolností přijímat rovněž rozhodnutí procedurálního charakteru a Rada jej dále pověřuje přezkoumáváním a řešením konkrétních otázek.

## Fungování COREPER[20]
Vzhledem k tomu, že všechny body pořadu jednání Rady předem projednává Výbor stálých zástupců, tak v přípravném procesu nejprve hrají prvořadou roli pracovní skupiny; COREPER organizuje či zahrnuje přibližně 200 pracovních skupin, zabývajících se technickými detaily jednotlivých legislativních návrhů, skládajících se z odborníků národních ministerstev, čímž by mělo být zajištěno odborné posouzení konkrétního návrhu. COREPER většinou do průběhu jednání pracovních skupin nezasahuje a čeká na podstoupení vyřešené agendy – je totiž předposledním krokem pro předložení návrhu. COREPER se obvykle schází jednou týdně, zasedání se účastní velvyslanci či jejich zástupci a diplomaté společně s příslušnými úředníky Rady a Evropské komise. Zde se v mnohdy spíše méně formální diskuzi prozkoumají závěry pracovních skupin a dojde již pouze k dolaďování stanovisek členských států před projednáváním v Radě. Jednání nemůže být de iure ukončeno žádným konečným rozhodnutím, z tohoto důvodu lze možné výsledky rozdělit do dvou kategorií:
1. shoda v projednávané otázce – je zařazena na pořad jednání Rady jako bod A, což znamená, že by měl být přijat bez rozpravy, na žádost členských států však je možné rozpravu otevřít;
2. nebylo dosaženo dohody kvůli podstatným rozdílům v pohledu na některé aspekty projednávané otázky – zařazena jako bod B k rozhodnutí Rady. V rámci této kategorie je následně klíčové vést další jednání do té doby, než bude agenda zařaditelné do kategorie A.

Bohumil Pikna je toho názoru, že „V praxi je přibližně 90% všech rozhodnutí provedeno na úrovni COREPERu.“ Naproti tomu Rada spíše rozhoduje o citlivých otázkách, o nichž by na úrovni COREPER nebylo možné dojít ke shodě, a tak je pak samotné jednání v Radě vyvrcholením dlouhodobého procesu. Nicméně samotné výše uvedené číslo Frank M. Hage ve svém empirickém výzkumu zpochybňuje a říká, že v ideálním případě je důležité rozlišovat mezi politickými a technickými otázkami (avšak ne všechny politické otázky budou rozhodovány na úrovni ministrů a zároveň ne všechny technické aspekty kvůli své povaze nemohou být rozhodnuty na úrovni COREPER), které v závislosti na příslušné projednávané oblasti výrazně celkový podíl mění, například rozhodnutí přijatá Radou se dle jeho výzkumu pohybovala kolem 35 %. Tato informace vyvrací tvrzení, že se na legislativním rozhodování ministři téměř nepodílejí. Z hlediska legitimity však zůstává faktem, že značná část legislativních aktů je rozhodnuta diplomaty a národními experty bez přímého vlivu ministrů. Tato disproporce je odůvodňována dvěma způsoby: jako výsledek rozdílných stupňů začlenění členských států v příslušném politickém sektoru anebo kvůli velké vytíženosti ministrů.
Závěrem by se proto dalo říci, že bezproblémový a hladký průběh setkání Rady je do určité míry závislý na práci COREPER, který tedy zastává funkci určitého byrokratického motoru činnosti Rady.